# Fred Malatesta
Fred Malatesta (Napoli, 18 aprile 1889 – Burbank, 8 aprile 1952) è stato un attore statunitense.
Ha recitato in oltre 110 film tra il 1915 ed il 1941.

## Filmografia parziale
- Sherlock Holmes, regia di Arthur Berthelet (1916)
- The Legion of Death, regia di Tod Browning (1918)
- Little Lord Fauntleroy, regia di Alfred E. Green e Jack Pickford (1921)
- Bardelys il magnifico (Bardelys the Magnificent), regia di King Vidor (1926)
- The Black Book, regia di Spencer Gordon Bennet e Thomas Storey (1929)
- Tempi moderni (Modern Times), regia di Charles Chaplin (1936)
- La bambola nera (The Black Doll), regia di Otis Garrett (1938)